# Room2012
Room2012 – niemiecki zespół wyłoniony w 2007 roku podczas programu Popstars.

## Członkowie zespołu
- Julian Kasprzik ur. 12 października 1987 w Netphen. Brał udział w Karaoke-Show Shibuya emitowanym w Niemczech na kanale VIVA.
- Cristobal Galvez Moreno ur. 19 maja 1987 w Obertshausen
- Sascha Schmitz ur. 17 czerwca 1984 w Werl
- Tialda van Slogteren ur. 22 maja 1985 w Amsterdamie

## Dyskografia

### Albumy
| Rok  | Tytuł    | Najwyższa pozycja | Najwyższa pozycja | Najwyższa pozycja | Info                    |
| Rok  | Tytuł    | Niemcy            | Austria           | Szwajcaria        | Info                    |
| ---- | -------- | ----------------- | ----------------- | ----------------- | ----------------------- |
| 2007 | Elevator | 7                 | 4                 | 17                | Wydany: 14 grudnia 2007 |

### Single
| Rok  | Tytuł                     | Najwyższa pozycja | Najwyższa pozycja | Najwyższa pozycja | Info                                                            |
| Rok  | Tytuł                     | Niemcy            | Austria           | Szwajcaria        | Info                                                            |
| ---- | ------------------------- | ----------------- | ----------------- | ----------------- | --------------------------------------------------------------- |
| 2007 | Never Give Up Elevator    | 30                | 48                | –                 | Wydana pod szyldem „Popstars on Stage” Wydany: 2 listopada 2007 |
| 2007 | Haunted Elevator          | 10                | 21                | 23                | Wydany: 14 grudnia 2007                                         |
| 2008 | Naughty But Nice Elevator | 52                | –                 | –                 | Wydany: 7 marca 2008                                            |